# Matthew Festing
Matthew Festing, né le 30 novembre 1949 dans le Northumberland en Angleterre et mort le 12 novembre 2021 à La Valette, est le 79e grand maître de l'ordre souverain de Malte de 2008 à 2017.

## Famille
Cadet de quatre garçons, fils du field-marshal Francis Festing et de Mary Cecilia Riddell, son père, militaire et chef d'état-major-général de l'Empire britannique, est catholique converti engagé auprès de l'ordre souverain de Malte, chevalier depuis 1963.
Sa mère, fille aînée des Giffard Riddell (de Swinburne Castle (en), dans le Northumberland), d'ascendance petite noblesse récusante qui compte notamment parmi ses ancêtres le bienheureux Adrien Fortescue, martyrisé en 1539 et dont la mémoire est honorée au missel de l'ordre souverain de Malte. Elle est aussi une petite-fille du très honorable lord Robert Montagu membre du parlement et petite-nièce du 7e duc de Manchester (1823 † 1890), membre de l'ordre de Saint-Patrick.
Ses trois frères sont John Festing, ancien High Sheriff du Northumberland, le major Michael Festing et Andrew Festing, ancien président de la Royal Society of Portrait Painters.

## Biographie

### Études et carrière
Matthew Festing passe son enfance à Malte et à Singapour, du fait des affectations de son père, le général Sir Francis Festing. Il étudie à Ampleforth, avant de poursuivre ses études au St. John's College à Cambridge où il choisit l'histoire moderne (nommé B.A.).
Il entre ensuite dans l'armée britannique aux Grenadier Guards, puis occupe le rang de colonel de réserve. Nommé pour services militaires en 1998 en tant qu'officier dans l'ordre de l'Empire britannique (OBE), il détient aussi le poste de Deputy Lieutenant du comté de Northumberland.
En 2007, Matthew Festing signe une pétition en faveur du motu proprio Summorum Pontificum.

### Ordre souverain de Malte
Matthew Festing est reçu chevalier d'honneur et de dévotion en 1977 et prononce en 1991 ses vœux d'obéissance avant de devenir chevalier de justice. En 1993 lors de la restauration du grand prieuré d'Angleterre, entraînant de facto la suppression du sous-prieuré bienheureux Fortescue créé en 1972, Frá Matthew devient grand prieur d'Angleterre, le premier depuis la mort de Girolamo Laparelli en 1815. Il dirige des missions humanitaires au Liban et au Kosovo et mène la section anglaise de son ordre vers le pèlerinage annuel de Lourdes.
Le 11 mars 2008, Frá Matthew est élu 79e grand maître à la suite de Frá Andrew Bertie.

### Démission
Le 24 janvier 2017, Matthew Festing annonce sa démission à la demande du pape François qu'il lui présente le lendemain, et elle est entérinée par le Souverain Conseil le 28 janvier. L'intérim est assuré, jusqu'à l'élection d'un nouveau grand maître, par le grand commandeur, Frá Dr Ludwig Hoffmann von Rumerstein (de).
L'élément déclencheur officiel de la décision du pape serait que Matthew Festing avait renvoyé Albrecht von Boeselager, grand chancelier de l'Ordre (réintégré depuis), après avoir appris qu'il aurait couvert le fait que l'Ordre aurait distribué des préservatifs et des moyens abortifs en Afrique et en Asie, à l'insu des instances romaines.
Il meurt le 12 novembre 2021 à La Valette, à l'âge de 71 ans.

## Distinctions et récompenses

### Décorations de l'ordre souverain de Malte
- Grand-maître de l'ordre souverain de Malte (mars 2008)
- Collier de l'ordre pro Merito Melitensi, classe militaire (mars 2008)
- Médaille commémorative pour le Jubilé (2000)
- Médaille commémorative du tremblement de terre des Abruzzes (2009)
- Médaille commémorative des 900 ans de l'ordre de Malte (février 2013)

### Décorations britanniques
- Officier dans l'ordre de l'Empire britannique (1998)
- Bailli grand-croix de l'ordre vénérable de Saint-Jean de Jérusalem (14 décembre 2010)
- Territorial Decoration (TD)

### Honneurs d'autres États souverains
- Collier de l'ordre de l'Étoile de Roumanie (6 septembre 2008)
- Chevalier du grand ordre du Roi Tomislav de Croatie (12 octobre 2008)
- Commandeur grand-croix de l'ordre des Trois Étoiles de Lettonie (14 octobre 2008)
- Chevalier grand-croix avec cordon de l'ordre du Mérite de la République italienne (27 octobre 2008)
- Collier de l'ordre du Mérite de Hongrie (6 février 2009)
- Grand-croix de l'ordre du Mérite de la république de Pologne (18 mai 2009)[13]
- Chevalier grand-croix de l'ordre de Saint-Charles de Monaco (14 octobre 2009)[14]
- Collier de l'ordre de Sant'Iago de l'Épée du Portugal (2010)
- Collier de l'ordre de Charlemagne de la principauté d'Andorre (2011)
- Grande étoile de l'ordre du Mérite de la République d'Autriche (2012)[15]
- Chevalier de l'ordre national Juan Mora Fernández (es) du Costa Rica (2013)
- Chevalier de l'ordre de la République de Moldavie (2014)
- Grand collier de l'ordre de Sikatuna aux Philippines (3 mars 2015)[16]
- Collier de l'ordre d'Isabelle la Catholique d'Espagne (31 juillet 2015[17])
- Chaîne d'or de l'ordre de Vytautas le Grand de Lituanie (28 octobre 2015)[18]
- Grand cordon de l'ordre du Jade (5 novembre 2015 par le président Ma Ying-jeou)[19]
- Grand collier de l'ordre de Makarios III (it) de Chypre (2015)
- Grand-croix de l'ordre de Skanderbeg d'Albanie (2015)
- Grand-croix de l'ordre national José Matías Delgado (es) du Salvador (2016)
- Chevalier de l'ordre de la Gloire d'Arménie (2016)
- Chevalier de l'ordre du Mérite slovène (sl) (17 octobre 2016[20])
- Collier de l'ordre de Manuel Amador Guerrero du Panama (2016)

### Ordres dynastiques
- Chevalier de la Toison d'or (ancienne branche impériale autrichienne)
- Chevalier de l'ordre suprême de la très sainte Annonciade
- Chevalier grand-croix de Justice avec collier de l'ordre constantinien de Saint-Georges (maison royale de Bourbon-Siciles)
- Chevalier de l'ordre de Saint-Janvier (maison royale de Bourbon-Siciles)
- Chevalier grand-croix de l'ordre de Saint-Étienne, pape et martyr
- Chevalier de l'ordre de Saint-André de Russie (ancienne maison impériale Romanov[21])
- Chevalier de l'ordre de Saint-Alexandre Nevski
- Chevalier de l'ordre de l'Aigle blanc
- Chevalier grand-croix de l'ordre de Sainte-Anne
- Chevalier grand-croix de l'ordre de Saint-Stanislas

### Autres récompenses
- Citoyen d'honneur de Malte
- Freeman, Cité de Londres
- Docteur honoris causa des universités catholiques Jean-Cabot (it) à Rome, Northumbria à Newcastle upon Tyne, Fu-Jen de Taïwan et de Santa María La Antigua (es) de Panama (USMA), ainsi que de l'université catholique d'Amérique[22].